# Венкатараман, Кришнасами
Кришнасами Венкатараман (7 июня 1901, Мадрас — 12 или 13 мая 1981, Нью-Дели) — индийский учёный-химик, первый индиец-директор Национальной химической лаборатории, иностранный член Академии наук СССР

## Биография
Кришнасами Венкатараман родился в Мадрасе. В 1922 году он окончил Мадрасский университет. С 1929 по 1934 годы преподавал в Формен кристиан колледж. С 1957 по 1966 годы возглавлял Национальную химическую лабораторию. Он стал первым индийцем, руководившим ею. 1 июня 1976 года был избран иностранным членом АН СССР. Умер 12 или 13 мая 1981 года в Нью-Дели. Более 80 его учеников получили степень доктора философии.

## Научные достижения
Занимался исследованием красителей. Автор и редактор учебника о химических свойствах красителей, который был переведён, в том числе, и на русский язык.

## Почётные звания
- Почётный доктор Российского химико-технологического университета  (1961)[4][5]

## Память
В честь Кришнасами Венкатарамана названа реакция перегруппировки под действием оснований 2-бензоилоксиариметилкетонов в 2-оксиароилбензоилметаны.